# Міська управа

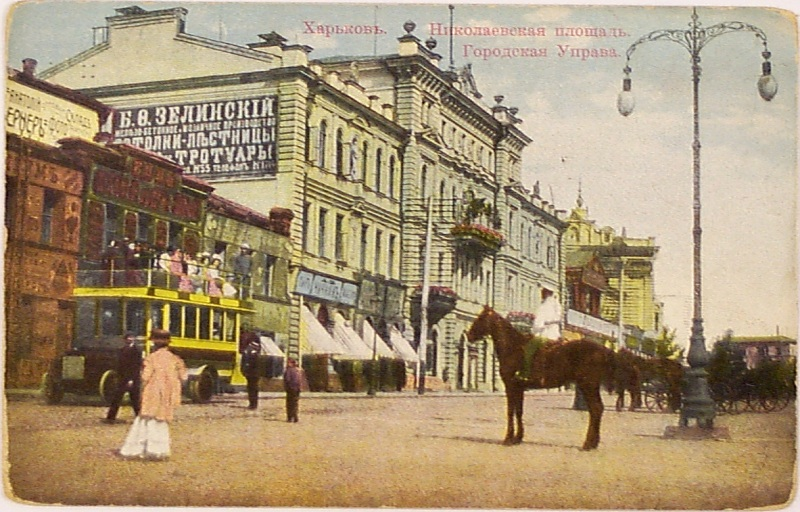
Будівля міської управи, Миколаївська площа, Харків, 1910-і. На площі городовий кінно-поліцейської варти

Олександрійська міська управа, 1903

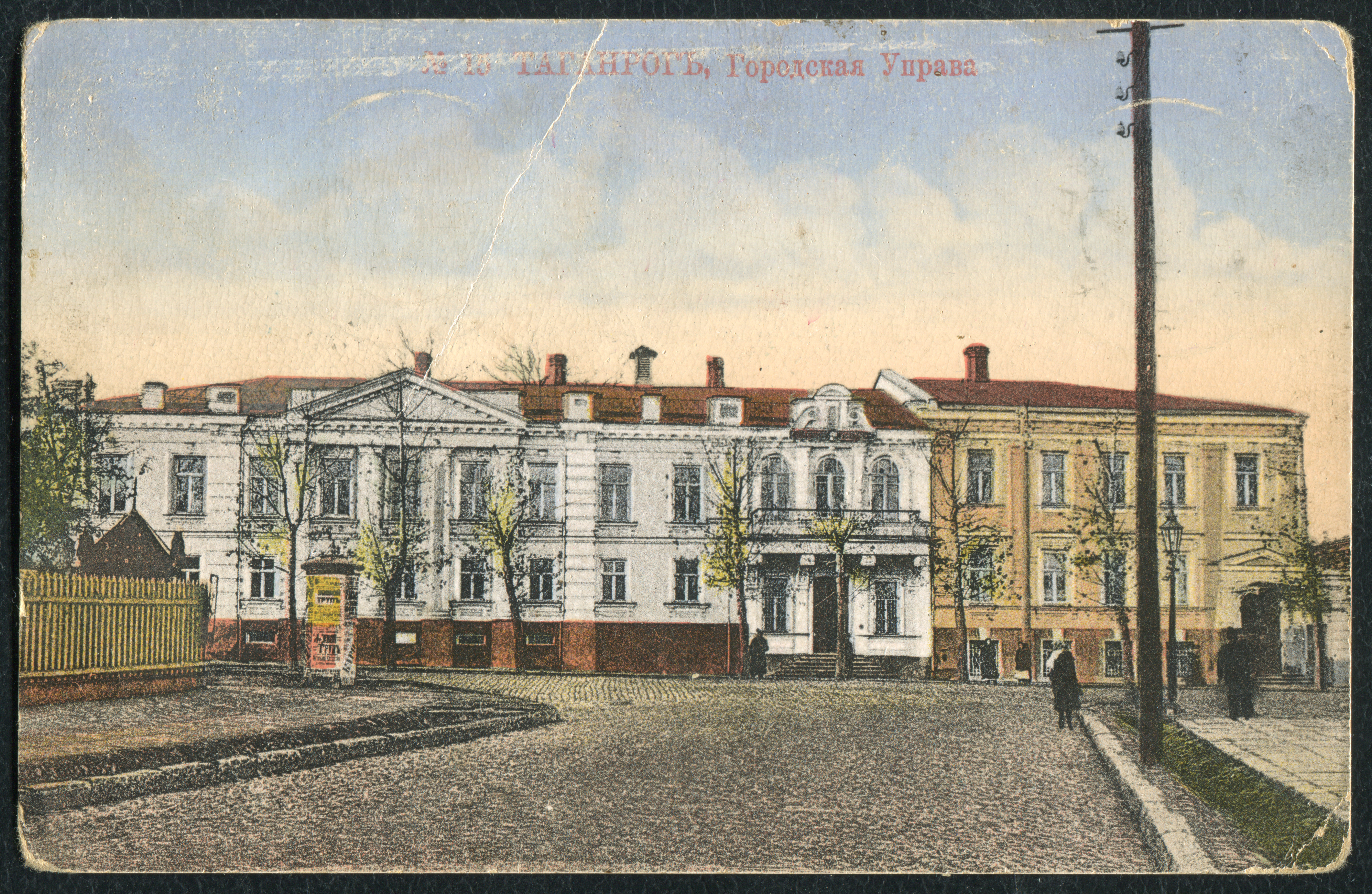
Будівля міської управи, Таганрог, Область Війська Донського

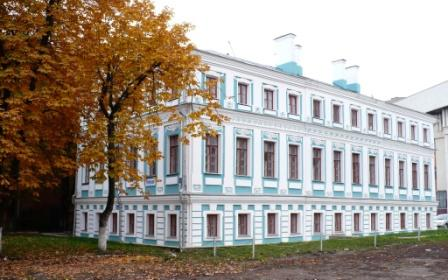
Будівля міщанської управи (Вороніж)

Міська управа — виконавчий орган міського самоврядування в містах Російської імперії.

## Історія
Заснована міською реформою 1870, що замінила попередні шестигласну і розпорядчу думи. Міська управа завідувала міським господарством та його управлінням. На чолі її стояли голова і кілька членів. У Санкт-Петербурзі, Москві, Одесі, Ризі (нині столиця Латвії), Києві допускалося обирати товариша (заступника) міського голови.
За «Городовым положением» 1892 члени міської управи підлягали затвердженню місцевою адміністрацією, число членів управи в столицях сягало 6 осіб, у містах з населенням 100 тис. мешканців — 4, у губернських — 3, інших — 2.
З розширенням масштабів господарської діяльності в містах кількість членів міської управи на початку ХХ ст. збільшилася, а її структура ускладнилася. До неї входили секретарський, кредитний, бухгалтерський (під керівництвом товариша голови), будівельний, навчальний, лікарняно-санітарний та інші відділи під керівництвом членів управи. Діловодство зосереджувалося в канцелярії. Справи в міській управі через її громіздку систему, надмірну бюрократизацію тощо вирішувалися повільно. У ході Російської революції 1917—1918 була замінена виконавчими комітетами рад робітничих депутатів.